# Дедфлей
Дедфлей (афр. Dooievlei, англ. Deadvlei, нім. Deadvlei) — такир, розташований біля відомого солончаку Соссуфлей у національному парку Наміб-Науклюфт Намібія. Його назва означає "мертве болото" (від англійської Dead — мертвий, та африкаанс vlei — солончак або такир).
Дедфлей, як стверджується, оточений найвищими піщаними дюнами у світі. На південно-східному краю Дедфлей розташована на терасі з пісковику "Великий тато" або "Божевільна дюна", одна з найвищих піщаних дюн у світі з приблизно 350 метрів заввишки.
Такир утворився після рясних опадів, коли річка Тсаухаб затопила под, створюючи тимчасові неглибокі басейни, і велика кількість води дозволяла рости Vachellia erioloba. Коли клімат змінився, розпочалась посуха, і піщані дюни засипали рівнину та перекрили річище.
Дерева померли, оскільки води більше не вистачало. Є деякі види рослин, що залишилися, такі як курай та нара, пристосовані до видобування вологи з ранкового туману і дуже рідкісних опадів. Залишилися скелети дерев, які, як вважають, загинули 600–700 років тому (близько 1340-1430), тепер чорні, тому що яскраве сонце їх випалило. Хоч і не скам'яніла, деревина не розкладається, тому що вони дуже сухі.